# Nafta (Mladí v partě)
Nafta (v anglickém originále Oil) je druhý díl první řady britského sitcomu Mladí v partě.

## Postavy
Jako ve všech dílech i zde vystupují postavy čtyř studentů a spolubydlících Mikea (Christopher Ryan), Vyvyana (Adrian Edmonson), Ricka (Rik Mayall) a Neila (Nigel Planer). Alexei Sayle se zde objeví jako Alexei Balowski, zpěvák protest songů a jako synovec Jerzeie Balowského.

## Děj
Jakmile se nastěhují do nového domu a přidělí si pokoje, Vyvyan ohlásí, že ve sklepě narazil na naftu. Spojí se s Mikem (kterého nazývá El Presidente) a z Ricka s Neilem udělá otroky, kteří mají za úkol vykopat studnu pro naftu. Přitom Vyvyan čile bije Ricka mezi nohy (Rick: "Ha! Minul jsi obě moje nohy!"). Poté, co Neil omylem prokopne Vyvyanovi hlavu krumpáčem, vyhlásí Neil a Rick revoluci, která se nakonec ale ukáže zbytečná (jejich požadavkem je benefiční koncert, navíc po skončení závěrečných titulků se objeví scéna, kde Vyvyan říká, že to celé byla lež). Mezitím objeví Mike ve svém pokoji muže, který připomíná Buddy Hollyho. Ten tvrdí, že se v "Den, kdy zemřela hudba" parašutoval z řítícího se letadla a proboural se skrz střechu k Mikeovi do pokoje (Buddy Holly ten den roku 1959 ve skutečnosti zahynul). Přežil jen díky pravidelné stravě složené z brouků. O své dietě pak zazpívá písničku.
V epizodě vystoupila kapela Radical Posture se zpěvákem z rodiny Balowských.